# Boston Marathon 1922
De Boston Marathon 1922 werd gelopen op woensdag 19 april 1922. Het was de 26e editie van deze marathon. De Amerikaan Clarence DeMar kwam als eerste over de streep in 2:18.10.
Evenals in voorgaande jaren was het parcours, ten opzichte van de sinds de Olympische Spelen van 1908 gevestigde opvatting dat de marathon een lengte van 42,195 km hoorde te hebben, te kort. Het was namelijk slechts 38,51 km lang.

## Uitslag
| rang   | naam            | land | tijd      |
| ------ | --------------- | ---- | --------- |
| Goud   | Clarence DeMar  | USA  | 2:18.10   |
| Zilver | Ville Ritola    | FIN  | 2:21.44,8 |
| Brons  | Albert Smoke    | CAN  | 2:22.49,6 |
| 4      | Victor Macaulay | CAN  | 2:24.02,4 |
| 5      | Ville Kyrönen   | FIN  | 2:24.42   |
| 6      | Otto Laakso     | USA  | 2:24.45,7 |
| 7      | Carl Linder     | USA  | 2:25.29,4 |
| 8      | Frank Zuna      | USA  | 2:26.26   |
| 9      | Harvey Frick    | USA  | 2:28.16,8 |
| 10     | Edouard Fabre   | CAN  | 2:29.00,6 |

1897 ·
1898 ·
1899 ·
1900 ·
1901 ·
1902 ·
1903 ·
1904 ·
1905 ·
1906 ·
1907 ·
1908 ·
1909 ·
1910 ·
1911 ·
1912 ·
1913 ·
1914 ·
1915 ·
1916 ·
1917 ·
1918 ·
1919 ·
1920 ·
1921 ·
1922 ·
1923 ·
1924 ·
1925 ·
1926 ·
1927 ·
1928 ·
1929 ·
1930 ·
1931 ·
1932 ·
1933 ·
1934 ·
1935 ·
1936 ·
1937 ·
1938 ·
1939 ·
1940 ·
1941 ·
1942 ·
1943 ·
1944 ·
1945 ·
1946 ·
1947 ·
1948 ·
1949 ·
1950 ·
1951 ·
1952 ·
1953 ·
1954 ·
1955 ·
1956 ·
1957 ·
1958 ·
1959 ·
1960 ·
1961 ·
1962 ·
1963 ·
1964 ·
1965 ·
1966 ·
1967 ·
1968 ·
1969 ·
1970 ·
1971 ·
1972 ·
1973 ·
1974 ·
1975 ·
1976 ·
1977 ·
1978 ·
1979 ·
1980 ·
1981 ·
1982 ·
1983 ·
1984 ·
1985 ·
1986 ·
1987 ·
1988 ·
1989 ·
1990 ·
1991 ·
1992 ·
1993 ·
1994 ·
1995 ·
1996 ·
1997 ·
1998 ·
1999 ·
2000 ·
2001 ·
2002 ·
2003 ·
2004 ·
2005 ·
2006 ·
2007 ·
2008 ·
2009 ·
2010 ·
2011 ·
2012 ·
2013 ·
2014 ·
2015 ·
2016 ·
2017 ·
2018 ·
2019 ·
2020 ·
2021 ·
2022